# Jesús Flores Magón
Jesús Flores Magón, jornalista mexicano. Nasceu em (San Jerónimo Tecóatl, Oaxaca em 6 de janeiro de 1871 e morreu em 7 de dezembro de 1930 na Cidade do México) 
. Irmão de Ricardo e Enrique Flores Magón. Seus pais foram Teodoro Flores e Margarita Magón. Desde criança viveu na capital do país onde trabalhou para estudar, e depois para ajudar seus irmãos. Tomou parte nas manifestaciones antiporfiristas de 1892.
Se formou como advogado em 1897. Fundou com seu irmão Ricardo o jornal Regeneración com o lema "Jornal Jurídico Independente" que apareceu pela primeira vez em 7 de agosto de 1900, no qual era inicialmente diretor. Foi preso várias vezes por suas críticas ao sistema judicial. Assistu como delegado a  Convenção de Clubes Liberais de San Luis Potosí em 1901. Em 1902 se casa com Clara Hong e reduz sua atividad política. Foi expulsado do país e durante o exilio nos Estados Unidos aprofundou as divergências políticas com seus irmãos, que tinham ideias anarquistas.
Regressou ao México em 1910 para elaborar a carta de constituição pela queda do governo de  Porfirio Díaz da presidência a república. Em 1911 editou junto com Antonio I. Villarreal uma versão moderada do jornal Regeneración na Cidade do México, enquanto jornal que em Los Angeles, seus irmãos Enrique e Ricardo editavan a versão radical do jornal, ambas versões estavam desvinculadas. Nesse ano também participou na Junta Iniciadora da Reorganização do Partido Liberal Mexicano depois de se separar da Junta Organizadora do Partido Liberal impulsioando por seus irmãos.
Nogabinete do presidente Francisco I. Madero foi subsecretario de justiça e secretario de governo de fevereiro a novembro de 1912, renunciou quando lhe propuseram aceitar o a secretaria de desenvolvimento. Ao se produzir o golpe de estado de Victoriano Huerta em fevereiro de 1913 foi de novo exilado. O seu retorno se dedicou ao exercício de sua profissão.
Durante os confusos anos siguintes, permaneceu na Cidade do México, ao tomar o poder, o revolucionário Venustiano Carranza optou por abandonar o país em razão de que havia participado como companheiro de fórmula do candidato a presidência Manuel Calero y Sierra, regressou ao México após a morte de Venustiano Carranza.